# Arctia fuscorhabda
Arctia fuscorhabda là một loài bướm đêm thuộc phân họ Arctiinae, họ Erebidae.